# Fantast ICE王座
Fantast ICE王座（ファンタスト・アイ・シー・イーおうざ）は、アイスリボンが管理、認定していた王座。

## 歴史
2020年2月24日、王者の自由な発想でルールが決められる王座として創設。5月4日、横浜文化体育館大会にて初代王座決定戦が行われる旨が発表される。3月14日、後楽園ホール大会にてラム会長、世羅りさ、山下りな、トトロさつきによる初代王座挑戦者決定4WAYラダーマッチが行われて、勝ち抜けた世羅と山下での初代王座決定戦が決まる。その後、新型コロナウイルス感染拡大と、それに伴う緊急事態宣言の発令により、5月4日予定の横浜文化体育館大会を含む5月までの大会が全て中止となり、道場での無観客ネット配信興行に移行されたため、初代王座決定戦も延期となった。大会再開後、何度かの前哨戦の後に山下の希望で、7月25日の後楽園ホール大会で世羅と山下の通常ルールでのシングル前哨戦が行われるもフルタイムドロー。両者の提案により、時間無制限、ノーDQ、オンリー3カウントルールでの完全決着戦となる事が決定。8月9日、横浜文化体育館大会にて行われた初代王座決定戦では、両者が蛍光灯や巨大ラダー、豊田真奈美の運転するバイク等を使用した所謂デスマッチとなり、最後は世羅が勝利して初代王者となる。
2021年12月31日、王者の藤田あかねがアイスリボンを退団。なお、藤田はアイスリボンを退団後も王座を保持していた。
2025年1月4日、王座を保持している藤田が約3年ぶりにアイスリボンに参戦して試合終了後、杏ちゃむが王座への挑戦を表明して藤田が受け入れたため、約3年振りにタイトルマッチが行われることになった。

## 歴代王者
| 歴代  | 選手       | 戴冠回数 | 防衛回数 | 獲得日付       | 獲得場所 （対戦相手・その他） |
| ----- | ---------- | -------- | -------- | -------------- | ----------------------------- |
| 初代  | 世羅りさ   | 1        | 10       | 2020年8月9日   | 横浜文化体育館 山下りな       |
| 第2代 | 山下りな   | 1        | 2        | 2021年6月27日  | 後楽園ホール                  |
| 第3代 | 藤田あかね | 1        | 0        | 2021年12月31日 | 後楽園ホール                  |